# Endurance (fartyg)

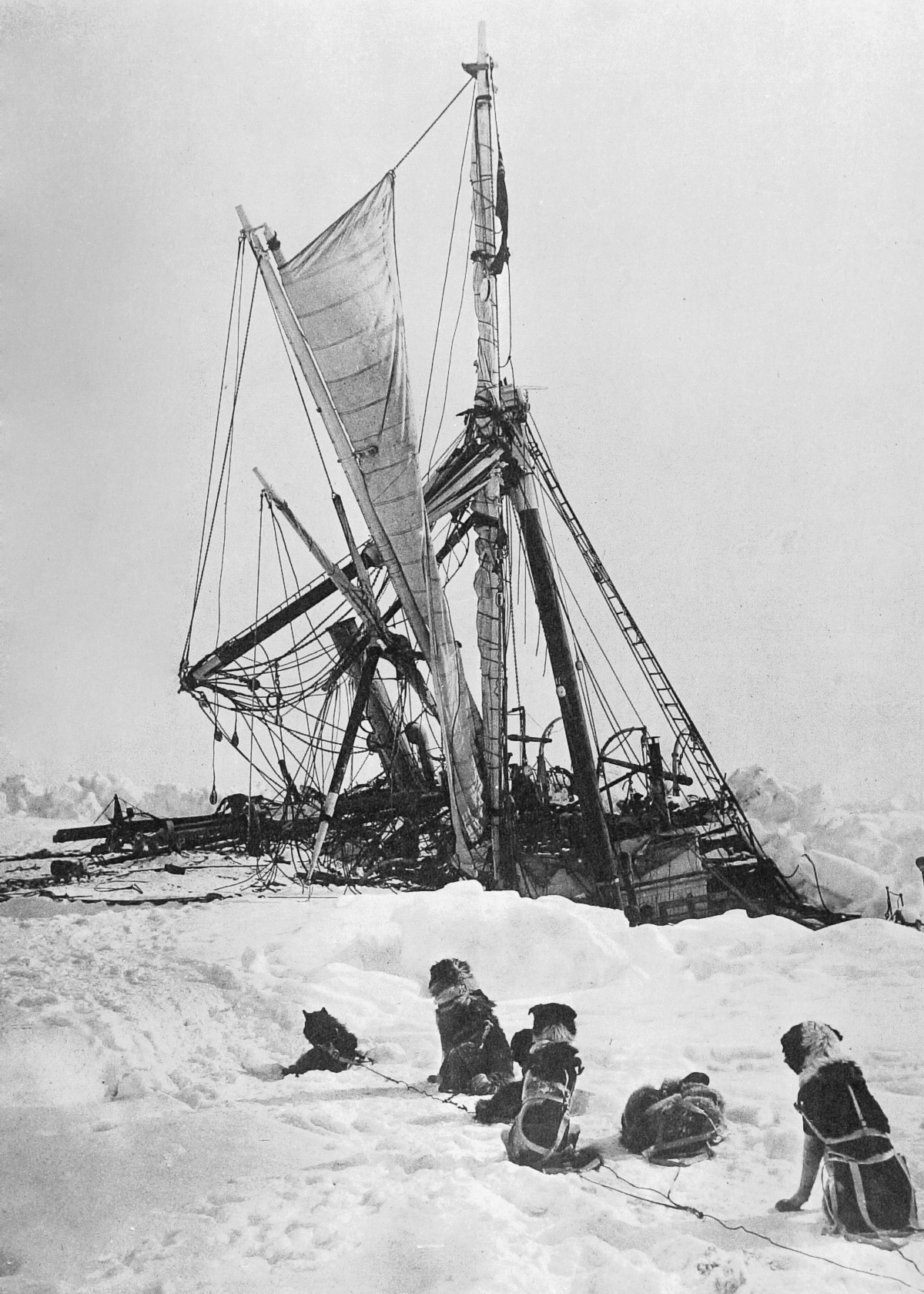
Det förstörda fartyget Endurance i isen.

Endurance var polarfararen Ernest Henry Shackletons fartyg. Det var en barkentin som även var utrustat med en koleldad ångmaskin. Endurance hette från början Polaris och byggdes 1912 av Framnæs Mekaniske Værksted i Sandefjord i Norge för att användas till att ta turister till Arktis. Skrovet var byggt av greenheart som är ett otroligt starkt träslag, allt för att kunna stå emot trycket från isen. När Shackleton köpte det 1914 var det helt nybyggt. Shackleton döpte om skeppet efter sin familjs motto "By Endurance We Conquer" ("Genom uthållighet segrar vi") vilket visade sig vara ett mycket passande namn.
Shackleton och en besättning på 27 man seglade Endurance till Antarktis 1914. Skeppet frös fast i Weddellhavet och sjönk där efter att ha drivit med isen i månader. Det finns mycket textmaterial som beskriver männens kärlek till skeppet, och flera av dem berättar om hur väl skeppet kämpade med isen innan det slutligen sjönk.
Den 9 mars 2022 tillkännagav Falklands Maritime Heritage Trust att en expedition ledd av polarforskaren John Shears hade lyckats lokalisera vraket på 3 000 meters djup i Weddellhavet. Vraket angavs vara i utmärkt skick.